# جيرمين جبريل
جيرمين جبريل هو لاعب كرة القدم الكندية كندي، ولد في 14 مارس 1990 في سكاربورو، تورنتو في كندا.